# 10e bataillon du régiment de Défense de l'Ulster
Pour les articles homonymes, voir 10e bataillon.
Le 10e bataillon (ville de Belfast) du Régiment de Défense de l'Ulster a été formé en 1972 à partir d'éléments du 7e bataillon du Régiment de Défense de l'Ulster, créant ainsi un deuxième bataillon à Belfast. Il a de nouveau été fusionné avec le 7e UDR en 1984 pour former le 7e/10e bataillon.

## Personnel notable
- Soldats du Régiment de Défense de l'Ulster
- Officiers du Régiment de Défense de l'Ulster

## Gerry Adams blessé
Lorsque Gerry Adams (le président du Sinn Féin) a été blessé lors d'une tentative d'assassinat par trois membres de l'UFF, c'est un sous-officier à temps plein du 10e UDR, qui n'était pas en service, qui a pris en chasse leur voiture et les a arrêtés, avec l'aide d'un policier qui n'était pas en service. Ce fait n'est pas mentionné dans la biographie du Sinn Féin d'Adams et la BBC insiste toujours sur le fait que les assaillants ont été arrêtés par des "policiers en civil". Le sous-officier de l'UDR a reçu la Médaille de la bravoure de la Reine pour avoir arrêté les tireurs. Cependant, à long terme, le soldat a été intimidé et a quitté son domicile et l'UDR en conséquence directe de ces arrestations.

## Enquêtes
Une enquête menée par l'armée en 1977 concernant la compagnie D, 10 UDR, basée à Girdwood Barracks à Belfast, a révélé qu'environ 70 soldats de la compagnie étaient soupçonnés d'avoir des liens avec l'UVF, mais que des preuves n'ont été trouvées que contre deux d'entre eux, qui ont été renvoyés pour des raisons de sécurité. 30 soldats de la compagnie D étaient soupçonnés d'avoir détourné frauduleusement 47 000 livres sterling au profit de l'UVF ; et que des membres de l'UVF fréquentaient le mess des jeunes officiers de la caserne de Girdwood. Cette enquête a été interrompue après qu'un officier supérieur de l'UDR a déclaré qu'elle nuisait au moral des troupes.

## Voir également
- Régiment de défense de l'Ulster
- Liste des bataillons et des sites du régiment de défense d'Ulster